# Monceau (stanice metra v Paříži)
Monceau je nepřestupní stanice pařížského metra na lince 2: Nachází se na hranicích 8. a 17. obvodu v Paříži pod Boulevardem de Courcelles, pod kterým vede linka metra.

## Historie
Stanice byla otevřena 7. října 1902 při prodloužení úseku linky mezi stanicemi Étoile a Anvers.

## Název
Stanice je pojmenována podle městského parku Monceau, u jehož vchodu se nachází. Monceau byla vesnice, od 15. století městečko, které se v těchto místech nacházelo, než splynulo s Paříží.

## Zajímavosti v okolí
- Parc Monceau – městský park zřízený v roce 1860
- Musée Cernuschi – muzeum asijského umění, především z Číny, Japonska a Koreje.
- Musée Nissim-de-Camondo – muzeum představuje kolekce nábytku a uměleckých předmětů z 18. století